# Jean Gilbert

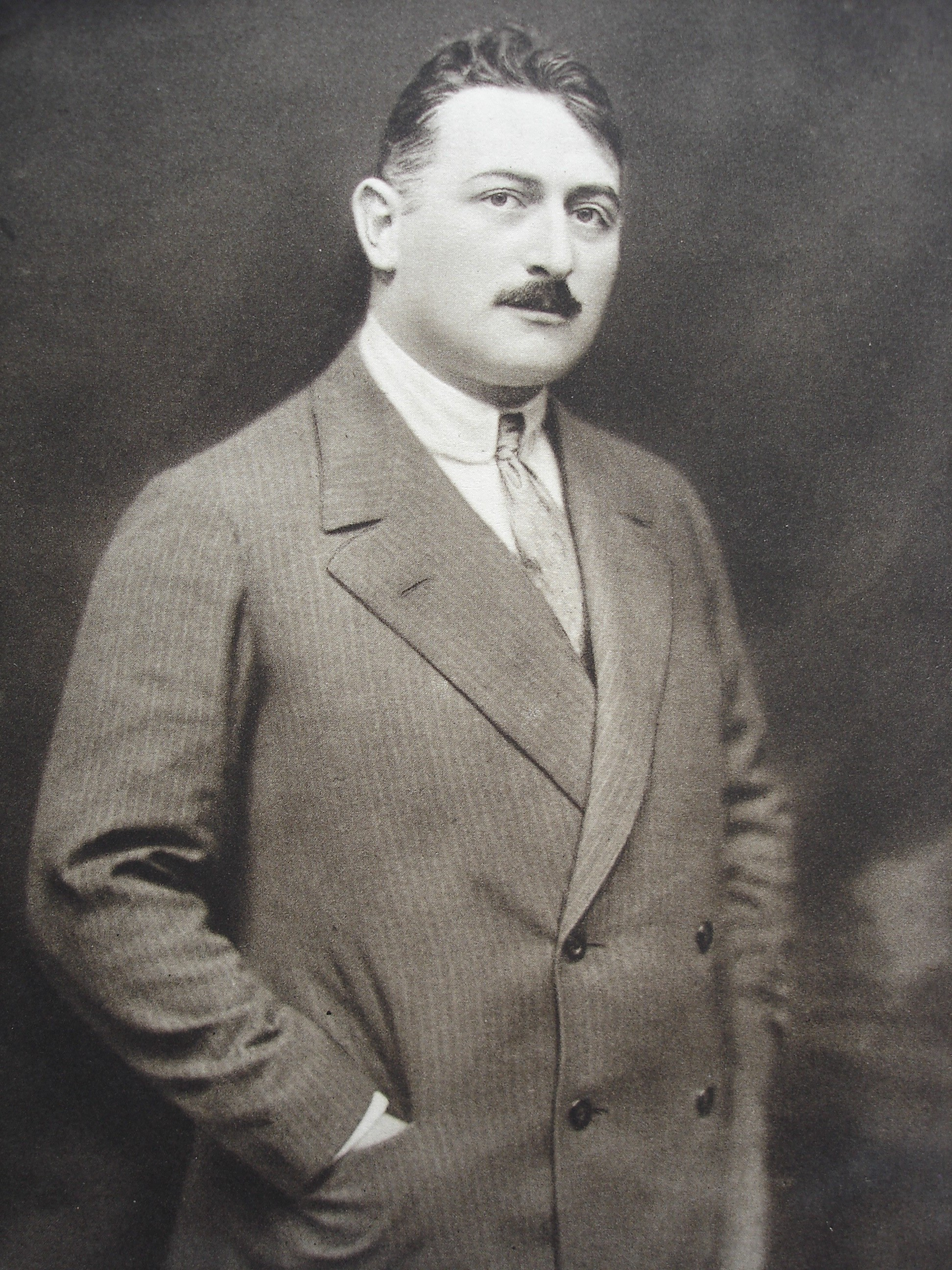
Jean Gilbert, 1913

Jean Gilbert (eigentlich Max Winterfeld; * 11. Februar 1879 in Hamburg; † 20. Dezember 1942 in Buenos Aires) war ein deutscher Komponist und Dirigent.

## Leben
Jean Gilbert wuchs in einer Hamburger Familie auf, in der fast alle männlichen Mitglieder Sänger, Schauspieler oder Musiker waren. Sein Vater war der Kaufmann David Winterfeld. Sein Onkel Bernhard Dessau, der Bruder seiner Mutter, war Konzertmeister der Kgl. Preußischen Hofkapelle und der Staatsoper Unter den Linden in Berlin, der Komponist Paul Dessau war sein Cousin und Sohn des Zigarrenfabrikanten Sally Dessau. Die künstlerisch veranlagten Verwandten förderten die zeitig erwachte Neigung des jungen Jean Gilbert zur Musik. Er erhielt Klavierunterricht und debütierte als Pianist mit fünfzehn Jahren.
Zwischen 1894 und 1897 studierte er Musik, zunächst in Kiel, Weimar und Sondershausen, später am Klindworth-Scharwenka-Konservatorium bei Philipp Scharwenka in Berlin. Dieser erteilte ihm Unterricht in Kompositionslehre. Mit 18 Jahren wurde er Kapellmeister in Bremerhaven. Ein Jahr später wechselte er nach Hamburg ins Carl-Schultze-Theater und mit 20 Jahren als Nachfolger von Leo Fall an die Zentralhalle in Hamburg zu Direktor Ernst Drucker. Dieser ließ ihn eine Vaudeville-Operette nach einem französischen Sujet komponieren (Das Jungfernstift). In diesem Zusammenhang nahm er auf Anraten Druckers den französischen Künstlernamen Jean Gilbert an. Mit 21 Jahren heiratete er die Hamburger Kaufmannstochter Rosa Wagner. Zur selben Zeit absolvierte er seinen Militärdienst beim 2. Hanseatischen Infanterieregiment Nr. 76.
Nach einer Kapellmeisterstation am Berliner Apollo-Theater, wo er Paul Lincke kennenlernte und dessen Operetten dirigierte, unternahm er als Konzertdirigent eine große Tournee mit der Kapelle des Zirkus Hagenbeck durch Deutschland, Italien, Frankreich und Skandinavien. 1908 ging er nach Düsseldorf und begann wieder für die Bühne zu komponieren. 1909 kam in Cottbus seine Vaudeville-Posse Polnische Wirtschaft heraus. 1910 ließ er sich in Berlin nieder, wo die Inszenierung der Polnischen Wirtschaft am Thalia Theater 600 Aufführungen in Serie erlebte. Seine bekannteste Operette ist Die keusche Susanne (1910) brachte ihm den internationalen Durchbruch, 1912 als Girl in the Taxi in London, 1913 als La Chaste Suzanne in Paris und als La Casta Susanna in Spanien und Lateinamerika. Jean Gilbert schuf ab 1911 jährlich zwei Werke: eine Posse für das Thalia-Theater und eine Operette für das Metropoltheater. Mit der Kombination aktueller Themen, moderner Charaktere und Modetänzen wie Tango und Cakewalk traf Gilbert den Zeitgeist. Seine Marschlieder wurden zu seinem Markenzeichen. Trotz seines Erfolges stieß Gilbert auf Kritik wegen einfacher Dramaturgie und eingängiger Melodien. Sein Erfolg führte zudem zu wachsender Konkurrenz mit den Wiener Operettenkomponisten. Sein bekanntestes Lied Puppchen, du bist mein Augenstern (1912) aus der dreiaktigen Posse mit Gesang und Tanz Puppchen. 1913 wurde er für kurze Zeit von der Filmproduktionsfirma Literaria Film unter Vertrag genommen.
Der Erste Weltkrieg beendete Gilberts dominierende Stellung im Operettenschaffen. Besonders spürbar war für Gilbert der Verlust des alliierten Marktes. Dennoch gelang ihm nach Kriegsende ein bemerkenswertes Comeback.
Als Jude ging er 1933 in die Emigration, zuerst nach Madrid, dann über Paris 1939 nach Argentinien. Dort leitete er das Orchester der Rundfunkstation LR 1 Radio El Mundo.
Sein Sohn Robert Gilbert war ebenfalls Komponist und Verfasser von Gesangstexten (Im weißen Rößl). Er wurde auch als deutscher Übersetzer und Bearbeiter bekannt (u. a. bei den Musicals Can-Can, My Fair Lady, Hallo, Dolly! und Cabaret).
Ein weiterer Sohn war der Kinder- und Jugendbuchautor Henry Winterfeld.
In Hamburg-Altona ist nach ihm seit 1948 die Gilbertstraße benannt, die zuvor Gustavstraße geheißen hatte.

## Werke (Auswahl)
- Das Jungfernstift. (französisch: L’alliance des vierges), Vaudeville-Operette in vier Akten, nach einer Idee von Paul de Kock, Text: Ernest Guinot alias Ernst Ritterfeldt (1869–1930) und der Musik von Jean Gilbert, deutscher Text: Bernhard Ratsteden, uraufgeführt am 8. Februar 1901 am Centralhallen-Theater in Hamburg, Louis Oertel, Hannover 1901 (Digitalisat bei der Library of Congress)[1] OCLC 314296445
- Mein Goldkäppchen „Es tragen Hollands schöne Frauen“, Secessionsgesang, Walzerlied von Martin Rüthers, Dreissig, Hamburg 1901 OCLC 254282122
- Der Prinzregent, Operette in drei Akten, Text: Hans Forsten, Hamburg 1902
  - Ouvertüre zu Der Prinzregent (OCLC 591527312), Prinzregentenwalzer (OCLC 1002239045)
- Jou-Jou. Vaudeville in vier Akten, Text: Hans Bucholz, Hamburg 1903
- Thalia, Lustspielouvertüre, 1904 OCLC 472973177
- Onkel Casimir, Operette in einem Akt, Text: Georg Okonkowsky, Düsseldorf 1908 OCLC 179715906
- Polnische Wirtschaft. Vaudeville-Posse in drei Akten, Text: Curt Kraatz und Georg Onkowski, Uraufführung am 26. Dezember 1909 in Cottbus. Für das Thalia-Theater bearbeitet von Jean Kren mit Gesangstexten von Alfred Schönfeld, Premiere am 6. August 1910. (Digitalisat des Textbuchs, Digitalisate beim IMSLP)
- Die keusche Susanne. Operette in 3 Akten, Text: Georg Okonkowski, Magdeburg 1910 (Digitalisate beim IMSLP)
- Die moderne Eva, Operette, 1911
- Die lieben Ottos, Operette, 1911
- Autoliebchen. Musikalische Posse, Text: Alfred Schönfeld, Uraufführung am 16. März 1912 (Digitalisate beim IMSLP)
- Die Kinokönigin, Operette in drei Akten, Uraufführung am 22. November 1912 am Deutschen Operettentheater in Hamburg (Digitalisate beim IMSLP)
- Puppchen. Musikalische Posse, 1912
- Reise um die Welt in 40 Tagen. Revue, Berlin, 1913
- Die Tangoprinzessin. Posse, Berlin, 1913
- Blondinchen. Musikalische Posse, Berlin, 1916
- Die Dose Sr. Majestät. Operette in drei Teilen, Berlin, 1917.
- Der ersten Liebe goldene Zeiten. Operette in drei Akten. Dresden, 1918. Libretto: Christian Eckelmann
- Die Frau im Hermelin. Operette in drei Akten, Berlin, 1919
- Die Braut des Lucullus. Operette in drei Akten, Berlin, 1921
- Prinzessin Olala. Operette in drei Akten, Berlin, 1921
- Katja, die Tänzerin. Operette in drei Akten, 1923, Wien.
- Der Gauklerkönig. Operette, 1923
- Il violinista di Lugano. Operette, 1924
- Der Lebenskünstler. Burleske Oper in drei Akten, Dresden 1925
- In der Johannisnacht, Operette in drei Akten (nach  Robert de Flers, Gaston Arman de Caillavet und Étienne Rey), Text: Robert Gilbert, Hamburg, 1926
- Eine Nacht in Kairo, Operette in drei Akten, Text: Leopold Jacobson und Bruno Hardt-Warden, Uraufführung am Central-Theater, Dresden 1928 (Digitalisate beim IMSLP)
- Hotel Stadt Lemberg. Musikalisches Schauspiel in drei Akten und einem Nachspiel, Hamburg 1929
- Die Dame mit dem Regenbogen. Operette in drei Akten (7 Bilder), Wien 1933